# Sylvia (namn)

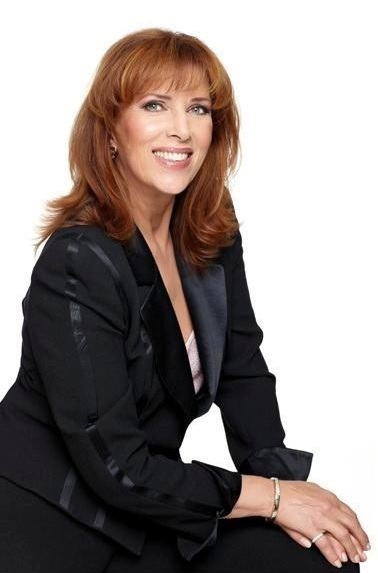
Sylvia Vrethammar, 2012.

Sylvia är ett kvinnonamn, liksom Silvia, bildat av det latinska ordet silva som betyder 'skog'.
Namnet var i ropet från 1910-talet fram till och med 1940-talet, men är numera ganska ovanligt. Ett 30-tal flickor varje år får namnet, men i första hand som andranamn. Den 31 december 2009 fanns det totalt 10 460 personer i Sverige med namnet Sylvia, varav 3 895 med det som tilltalsnamn. År 2003 fick 34 flickor namnet, men ingen fick det som tilltalsnamn.
Namnsdag: i Sverige 8 augusti, numera som "andranamn" efter Silvia. I den finlandssvenska namnsdagslängden har Sylvia namnsdag 8 augusti sedan starten 1929, då en egen namnsdagskalender togs i bruk för finlandssvenskar.

## Personer med namnet Sylvia
- Sylvia Albrecht (född 1962), östtysk skridsskoåkare
- Sylvia Fedoruk (1927–2012), kanadensisk fysiker och politiker
- Sylvia Garcia (född 1950), amerikansk politiker
- Sylvia Hanika (född 1959), tysk tennisspelare
- Sylvia Hermon (född 1955), nordirländsk politiker
- Sylvia Hoeks (född 1983), nederländska skådespelare
- Sylvia Kristel (1952–2012), holländsk skådespelare och fotomodell
- Sylvia Leuchovius (1915–2003), svensk konstnär, keramiker och formgivare
- Sylvia Lindenstrand (född 1941), svensk operasångerska (mezzosopran) och skådespelare
- Sylvia Miles (1924–2019), amerikansk skådespelare
- Sylvia Pankhurst (1882–1960), brittisk suffragett
- Sylvia Plath (1932–1963), amerikansk författare
- Sylvia Rauan (född 1965), svensk skådespelare
- Sylvia Sidney (1910–1999), amerikansk skådespelare
- Sylvia Syms (1934–2023), brittisk skådespelare
- Sylvia Vrethammar (född 1945), svensk sångerska

- Pseudonym för den svenska författaren Sara Pfeiffer